# بيل كونينغهام (لاعب اتحاد الرغبي)
بيل كونينغهام (بالإنجليزية: Bill Cunningham)‏ هو لاعب اتحاد الرغبي نيوزيلندي، ولد في 8 يوليو 1874 في إقليم وايكاتو في نيوزيلندا، وتوفي في 3 ديسمبر 1927 في أوكلاند في نيوزيلندا.

## وصلات خارجية
- بيل كونينغهام عل موقع إسبنسكروم (الإنجليزية)